# M. Carey Thomas
M. Carey Thomas (Martha Carey Thomas), född 1857, död 1935, var en amerikansk skolledare, lingvist och rösträttsaktivist. Hon var rektor vid Bryn Mawr College 1894-1922.
Nedslagskratern Thomas på planeten Venus är uppkallad efter henne.